# Sainte-Marie-à-Py
Sainte-Marie-à-Py är en kommun i departementet Marne i regionen Grand Est (tidigare regionen Champagne-Ardenne) i nordöstra Frankrike. Kommunen ligger i kantonen Suippes som tillhör arrondissementet Châlons-en-Champagne. År 2022 hade Sainte-Marie-à-Py 195 invånare.

## Befolkningsutveckling
Antalet invånare i kommunen Sainte-Marie-à-Py
| Referens: INSEE |